# Poems on the Underground

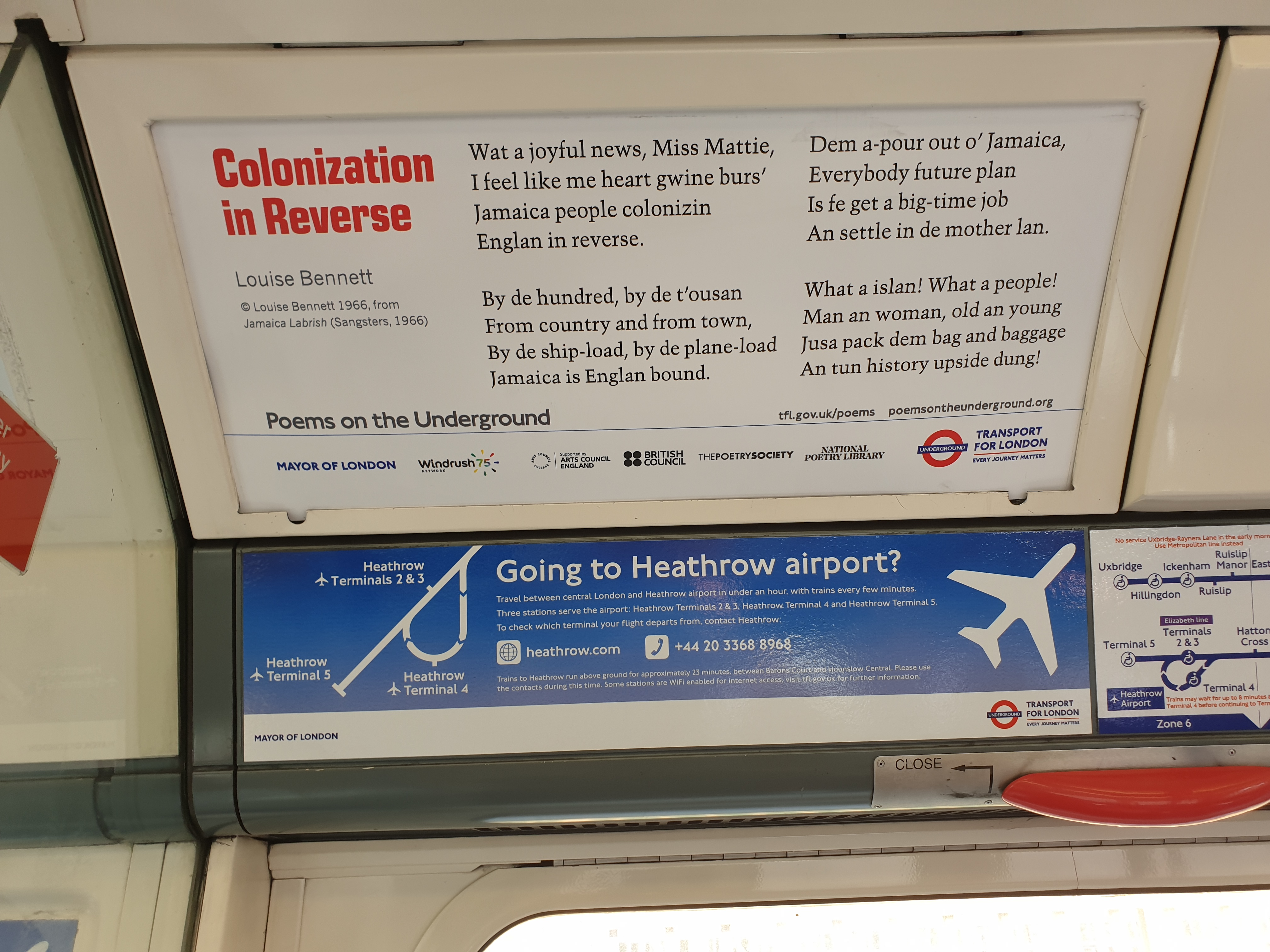
Poème Colonization in reverse de Louise Bennett, affiché dans le métro de Londres.

Poems on the Underground a été créé en 1986 et prend place dans le métro de Londres. Ce projet a pour but de rendre la poésie accessible au grand public en affichant des poèmes sur les espaces publicitaires vides des tunnels piétonniers du réseau souterrain de transport londonien. Ce projet reçoit le soutien financier de Transport for London, du Arts Council England et du British Council. 